# 高野国本
高野 国本（こうの くにもと、1908年 - 1987年12月11日）は、元NHKのアナウンサーで、昭和初期のスポーツ中継放送黎明期におけるスポーツアナウンサー。特に1933年の中京商対明石中延長25回試合の実況中継を担当した事で知られる。

## 人物
青山学院大学卒業、大学では子供好きだったため童話部に所属し、毎週土曜日の午後、大学の近所の子供達を集めて童話を語って聞かせていた。
時々童話作家の久留島武彦や安倍季雄が姿を見せて指導を受けた。
毎年2回、大学の講堂で二千人の子供達を集め、マイク無しで話して声を鍛える。

## 日本放送協会入局
1931年5月、JOBK（現：NHK大阪放送局）に入局、同年のJOBKの新人アナウンサーは高野を含めて6名。
日本初のスポーツ実況中継は、1927年8月13日、第13回全国中等学校優勝野球大会の札幌一中対青森師範の試合で魚谷忠が担当したが、スポーツ中継黎明期におけるスポーツアナウンサーは決定的な人材不足であり、この大会では魚谷が大会全21試合を1人で担当、その後もJOBKの野球中継担当アナウンサーは魚谷1人で、大会時のみJOAK（現：NHK放送センター）から応援のアナウンサーを呼ぶなど、4年経過しても状況は変わらなかった。
JOBKは1931年入局の新人アナウンサー6名のうちの半数にあたる、高野を含む3名を、その年8月に開催された第17回全国中等学校優勝野球大会から野球中継に起用、大幅にスポーツアナウンサーの体制が強化された。
高野は大会初日の試合を担当、自身のアナウンサーデビューとなる放送開始時に「時はまたもや、ここにめぐりきたって1年の明け暮れも、われ、人、ともに、ひたすら待ちかまえた8月13日、野球大会の日はついにきました」と緊張気味に発した。

## 延長25回試合の担当
1933年第19回全国中等学校優勝野球大会準決勝第2試合、中京商対明石中戦は高野が担当したが、この試合は延長25回・試合時間は4時間55分に及ぶ、高校野球史上に残る大熱戦となった（詳細は「中京商対明石中延長25回」参照）。
この試合で高野は1回から25回までを一人で実況中継、すでにJOBKでは当時1人1試合担当制が敷かれていたとはいえ、アナウンサーにとっても過酷な試合になった。試合途中で他のアナウンサーが交代を申し出たが「選手ががんばっているのにアナウンサーが止めるわけにはいかない」と断ったという。
試合終了後、周囲にいた人々から「疲れたろう」とねぎらいの声を掛けられたが、高野はまだ余力を感じていたという。

## その後
高野は戦後、アナウンサーを引退した後は、NHK福井放送局放送部長、NHK帯広放送局局長、NHK放送博物館館長などを歴任、1964年NHK退局。1987年8月11日死去。享年79。